# Републикански път III-2961
Републикански път IIІ-2961 е третокласен път, част от Републиканската пътна мрежа на България, преминаващ изцяло по територията на Добричка област. Дължината му е 24,2 km.
Пътят се отклонява наляво при 22,1 km на Републикански път III-296 в югоизточната част на село Конаре и се насочва на изток по Добруджанското плато. Минава последователно през селата Белгун, Септемврийци, Нейково, Твърдица и Божаново и на 2 km източно от последното се свързва с Републикански път I-9 при неговия 14,1 km.
| Пътища, отклоняващи се надясно (населено място, № на пътя, посока на пътя) | km   | Пътища, отклоняващи се наляво (посока на пътя, № на пътя, населено място) |
| -------------------------------------------------------------------------- | ---- | ------------------------------------------------------------------------- |
| Община Генерал Тошево III-296, 22,1 km, с. Конаре ←                        | 0,0  | ← с. Конаре, 22,1 km, III-296, Община Генерал Тошево                      |
| Община Каварна                                                             | 1,8  | Община Каварна                                                            |
| (за с. Травник) общински път ←                                             | 3,8  |                                                                           |
| (от с. Вранино) III-2963, 9,4 km, с. Белгун →                              | 7,6  | → с. Белгун, 9,4 km, III-2963 (до с. Спасово)                             |
| с. Септемврийци                                                            | 11,3 | → с. Септемврийци, общински път (за с. Било)                              |
| с. Нейково                                                                 | 16,3 | с. Нейково                                                                |
| Община Шабла                                                               | 18,1 | Община Шабла                                                              |
| с. Твърдица                                                                | 19,2 | с. Твърдица                                                               |
| с. Божаново                                                                | 22,1 | с. Божаново                                                               |
| (до ГКПП Малко Търново) I-9, 14,1 km ←                                     | 24,2 | ← 14,1 km, I-9 (от ГКПП Дуранкулак)                                       |